# Verbandsgemeinde Langenlonsheim
Die Verbandsgemeinde Langenlonsheim war eine Gebietskörperschaft im Landkreis Bad Kreuznach in Rheinland-Pfalz. Der Verbandsgemeinde gehörten sieben eigenständige Ortsgemeinden an, der Verwaltungssitz war in der Ortsgemeinde Langenlonsheim.
Zum 1. Januar 2020 fusionierte die Verbandsgemeinde mit der Verbandsgemeinde Stromberg zur Verbandsgemeinde Langenlonsheim-Stromberg.

## Verbandsangehörige Gemeinden
| Ortsgemeinde                    | Fläche (km²) |
| ------------------------------- | ------------ |
| Bretzenheim                     | 5,81         |
| Dorsheim                        | 2,22         |
| Guldental                       | 12,99        |
| Langenlonsheim                  | 11,92        |
| Laubenheim                      | 3,34         |
| Rümmelsheim                     | 3,08         |
| Windesheim                      | 10,17        |
| Verbandsgemeinde Langenlonsheim | 49,53        |

## Bevölkerungsentwicklung
Die Entwicklung der Einwohnerzahl bezogen auf das Gebiet der Verbandsgemeinde Langenlonsheim; die Werte von 1871 bis 1987 beruhen auf Volkszählungen:
| Jahr | Einwohner |
| 1815 | 4.740     |
| 1835 | 6.459     |
| 1871 | 6.808     |
| 1905 | 7.364     |
| 1939 | 7.855     |
| 1950 | 9.387     |

| Jahr | Einwohner |
| 1961 | 9.820     |
| 1970 | 11.209    |
| 1987 | 11.683    |
| 1997 | 13.108    |
| 2005 | 13.495    |

## Verbandsgemeinderat
Der Verbandsgemeinderat Langenlonsheim besteht aus 28 ehrenamtlichen Ratsmitgliedern, die bei der Kommunalwahl am 25. Mai 2014 in einer personalisierten Verhältniswahl gewählt wurden, und dem Vorsitzenden. Wegen der anstehenden Fusion der Verbandsgemeinden Langenlonsheim und Stromberg wurde das Gremium bei der Kommunalwahl am 26. Mai 2019 nicht neu gewählt, sondern die Verbandsgemeinderatswahl findet erst am 22. März 2020 statt (dann schon in Neustruktur). Die Amtszeit des bisherigen Gemeinderats wurde daher per Landesgesetz bis zum 31. Dezember 2019 verlängert.
Die bis zum 31. Dezember 2019 gültige Sitzverteilung im Verbandsgemeinderat Langenlonsheim:
| Wahl | SPD | CDU | GRÜNE | FDP | FLVL | Gesamt   |
| ---- | --- | --- | ----- | --- | ---- | -------- |
| 2014 | 7   | 10  | 3     | 2   | 6    | 28 Sitze |
| 2009 | 7   | 9   | 3     | 3   | 6    | 28 Sitze |
| 2004 | 7   | 11  | 3     | 2   | 5    | 28 Sitze |

- FLVL = Freie Liste Verbandsgemeinde Langenlonsheim e. V.

## Bürgermeister
Hauptamtlicher Bürgermeister der Verbandsgemeinde Langenlonsheim ist Michael Cyfka (CDU). Bei der Stichwahl am 23. Juni 2014 wurde er mit einem Stimmenanteil von 58,51 % gewählt, nachdem bei der Direktwahl am 9. Juni 2014 keiner der ursprünglich drei Bewerber – darunter auch Amtsvorgänger Wolfgang Zimmer (Freie Liste) – die notwendige Mehrheit erreicht hatte. Die eigentlich achtjährige Amtszeit Cyfkas endet wegen der Fusion der beiden Verbandsgemeinden Langenlonsheim und Stromberg durch ein Landesgesetz bereits vorzeitig am 31. Dezember 2019. Aufgrund der Fusionsvereinbarung zwischen den beiden Verbandsgemeinden wird er aber bis zum Amtsantritt des neu gewählten Bürgermeisters die Amtsgeschäfte der neuen Verbandsgemeinde als Beauftragter weiterführen.

## Wappen
| Wappen von Verbandsgemeinde Langenlonsheim | Blasonierung: „Schild durch blaugold geschachten Balken geteilt, oben in Schwarz ein wachsender, herschauender, rotgezungter und -bewehrter silberner Löwe, unten in Rot eine goldene Kelter, Schildbord in blaugold (achtfach) geständert.“ |
| Wappen von Verbandsgemeinde Langenlonsheim | Wappenbegründung: Die blau-goldenen Farben entstammen den Grafen von Sponheim. Der silberne Löwe verweist auf die Rheingrafen. Die Kelter symbolisiert den Weinbau, der traditionell in allen Ortsgemeinden große Bedeutung hatte.           |